# Namibia National Soccer League 1985
Die Saison 1985 der Namibia National Soccer League war die erste Austragung einer nationalen Fußballliga in Südwestafrika. Sie fand bis zum 20. Oktober 1985 statt. Fußballmeister wurde der Tigers FC aus Windhoek.

## Abschlusstabelle
| Pl. | Verein          | Sp. | Punkte |
| --- | --------------- | --- | ------ |
| 1.  | Tigers FC       | 14  | 19     |
| 2.  | Blue Waters FC  | 14  | 17     |
| 3.  | African Stars   | 14  | 17     |
| 4.  | Chelsea FC      | 14  | 17     |
| 5.  | Black Africa    | 14  |        |
| 6.  | Orlando Pirates | 14  |        |
| 7.  | Benfica Tsumeb  | 14  |        |
| 8.  | Eleven Arrows   | 14  |        |